# Hôtel Terminus

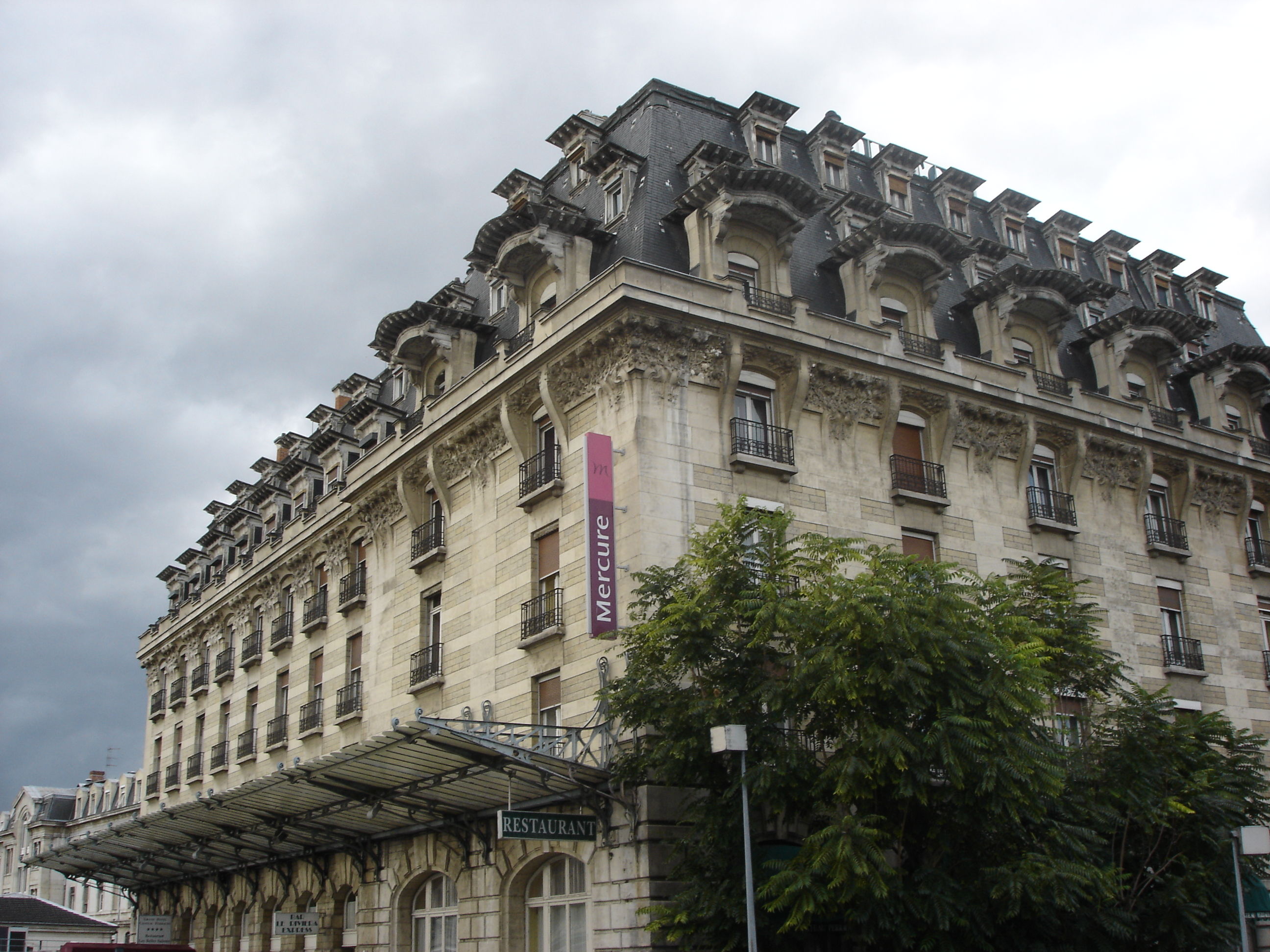
Hôtel Terminus

L'Hôtel Terminus è stata la sede della Gestapo a Lione, durante l'occupazione nazista del territorio della Repubblica di Vichy. Vi operò, fino alla fine della seconda guerra mondiale, Klaus Barbie, comandante della Gestapo a Lione, altrimenti noto come Boia di Lione.

## Storia

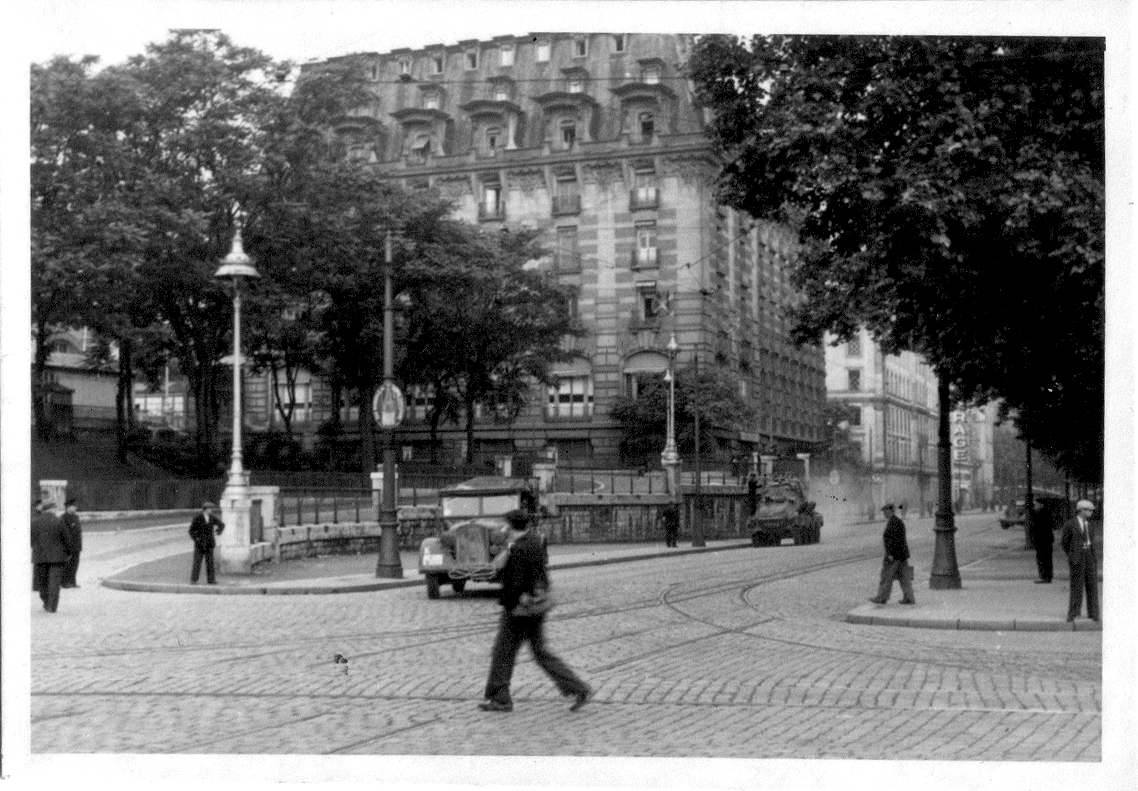
Hôtel Terminus - Lyon 1940

Sorta di Villa Triste comune a molte città occupate dai nazisti, l'Hôtel Terminus fu presto noto a tutti come teatro di atroci torture perpetrate dai membri della polizia tedesca nei confronti di inermi cittadini francesi, membri della resistenza ed ebrei.
Tra le vittime rinchiuse nelle stanze dell'Hôtel Terminus ci fu anche Jean Moulin, eroe della resistenza francese.
Nel 1988 è stato girato un documentario, dal titolo Hôtel Terminus (nell'originale Hôtel Terminus: The Life and Times of Klaus Barbie), diretto da Marcel Ophüls, che illustrava le testimonianze delle atrocità compiute nelle stanze dell'Hôtel Terminus. Il film vinse il premio Oscar al miglior documentario (Academy Award for Documentary Feature) ai premi Oscar 1989.
L'Hôtel Terminus è divenuto nel tempo sede del Museo della Resistenza, in ricordo della Resistenza francese contro la barbarie nazista.